# Гири, Патрик
Патрик Дж. Гири (Patrick J. (Joseph) Geary; род. 26 сентября 1948, Джэксон) — американский историк-медиевист, специалист по европейскому средневековью, в особенности от поздней Античности до 1200 года, раннему средневековью.
Доктор философии (1974), эмерит-профессор Института перспективных исследований (с 2019, был в штате с 2012), заслуженный профессор Калифорнийского университета в Лос-Анджелесе (2004-11). Членкор Британской академии и Австрийской АН (2010). Являлся президентом Американской академии медиевистики (в 2008-09).

## Биография
Первоначально хотел стать биологом.
Окончил Spring Hill College (бакалавр философии summa cum laude, 1970). В 1968—1969 годах занимался в Лувенском католическом университете.
В Йеле получил степени магистра (1973) и доктора философии, обе по медиевистике.
В 1974—1980 годах ассистент-профессор Принстона. В 1980—1993 годах сперва ассоциированный, с 1986 года профессор Флоридского университета.
С 1993 года профессор истории Калифорнийского университета в Лос-Анджелесе, заслуженный профессор в 2004—2011 годах. Являлся там директором Центра изучения Средневековья и Ренессанса (его преемником стал Henry A. Kelly). С 2012 года профессор Института перспективных исследований, с 2019 года эмерит. Соглавный следователь HistoGenes — вместе с Вальтером Полем и Йоханнесом Краузе. Отмечал влияние на себя Жоржа Дюби, а также Хервига Вольфрама. Его идеи развивала Розамонд Маккиттерик.
Главред International Encyclopedia for the Middle Ages-Online.
Соредактор Oxford Studies in Medieval European History.
Автор Before France and Germany (1988).
Автор The Myth of Nations: The Medieval Origins of Europe (Princeton University Press, 2002, 2003) {Рец.: Роберта Бартлетта, , }.
Автор Language and Power in the Early Middle Ages (2013).
Женат с 1970 года, две дочери. Имеет воинское звание капитана. Страдает дислексией.